# Il carillon
Il carillon è un film del 2018 diretto da Giovanni Marzagalli in arte John Real.

## Trama
Sophie, una bambina di sei anni, rimane orfana. Viene affidata così sotto la tutela della zia Annabelle e si trasferisce insieme a lei nella vecchia casa vittoriana di quest'ultima. Lì la bambina trova un carillon che comincia ad affascinarla.

## Distribuzione
Il film è stato distribuito nelle sale cinematografiche italiane a partire dal 7 marzo 2019.

## Produzione
Il film è stato girato in Sicilia a Catania, in particolare: nei boschi del monte Etna, all’Ospedale Cannizzaro di Catania, nella storica biblioteca Zelantea di Acireale, ecc.